# Новомуслюмовский сельсовет
Новомуслюмовский сельсове́т (баш. Яңы Мөслим ауыл Советы) — упразднённое в 2008 году сельское поселение в составе Мечетлинского района Республики Башкортостан.
Согласно Закону Республики Башкортостан «О границах, статусе и административных центрах муниципальных образований в Республике Башкортостан» от 16 декабря 2004 года имел статус сельского поселения. В 2008 году Новомуслюмовский и Азикеевский сельсоветы объединёны с сельским поселением Большеустьикинский сельсовет.

## Состав сельсовета
| № | Населённый пункт | Тип населённого пункта | Население | Примечание |
| - | ---------------- | ---------------------- | --------- | ---------- |
| 1 | Новомуслюмово    | село                   | ↘1063     | татары     |

## Население
Численность населения на момент упразднения сельсовета — 1085 чел. Жители преимущественно татары (85 %).

## История
Закон Республики Башкортостан от 19.11.2008 № 49-з «Об изменениях в административно-территориальном устройстве Республики Башкортостан в связи с объединением отдельных сельсоветов и передачей населённых пунктов» гласил:

«Внести следующие изменения в административно-территориальное устройство Республики Башкортостан:
34) по Мечетлинскому району:
а) объединить Большеустьикинский, Азикеевский и Новомуслюмовский сельсоветы с сохранением наименования «Большеустьикинский» с административным центром в селе Большеустьикинское.
Включить деревню Азикеево Азикеевского сельсовета, село Новомуслюмово Новомуслюмовского сельсовета в состав Большеустьикинского сельсовета.
Утвердить границы Большеустьикинского сельсовета согласно представленной схематической карте.
Исключить из учетных данных Азикеевский и Новомуслюмовский сельсоветы;
б) изменить границы Абдуллинского и Большеокинского сельсоветов согласно представленной схематической карте, передав деревню Ключевой Большеокинского сельсовета в состав Абдуллинского сельсовета»

## Географическое положение
На 2008 год граничил с Белокатайским районом, сельскими поселениями: Алегазовский сельсовет, Большеокинский сельсовет, Большеустьикинский сельсовет, Малоустьикинский сельсовет, Ростовский сельсовет. («Закон Республики Башкортостан от 17.12.2004 № 126-з „О границах, статусе и административных центрах муниципальных образований в Республике Башкортостан“»).

## Реки
Суя, Ик.